# Старовойтов Михайло Іванович
Михайло Іванович Старовойтов (біл. Міхаіл Іванавіч Старавойтаў, 3 листопада 1951, селище Орленськ, Гомельський район) — білоруський історик, кандидат історичних наук (1980), доцент. Відмінник освіти Республіки Білорусь (2012).

## Біографія
Закінчив Гомельський державний університет імені Франциска Скорини у 1974 р. Навчався в аспірантурі з 1974 по 1977 р. (науковий керівник — академік Іларіон Ігнатенко) З 1977 року працює в Гомельському державному університеті імені Франциска Скорини. З 1988 по 1992 р. і з 1998 по 2004 роки — декан історичного факультету Гомельського державного університету імені Франциска Скорини, з 1992 по 1998 роки — декан історико-юридичного факультету того ж університету. Доцент кафедри історії Білорусі з 2004 по 2006 рр. З 2006 по 2009 р. докторант БДУ. З 2009 року працює на посаді доцента кафедри історії Білорусі Гомельського державного університету імені Франциска Скорини

## Наукова робота
Досліджує питання суспільно-політичного і національно-культурного розвитку Білорусі та Гомельщини в XX столітті.